# Illes de Nova Sibèria

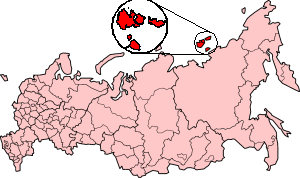
Mapa de localització de Nova Sibèria a Rússia.

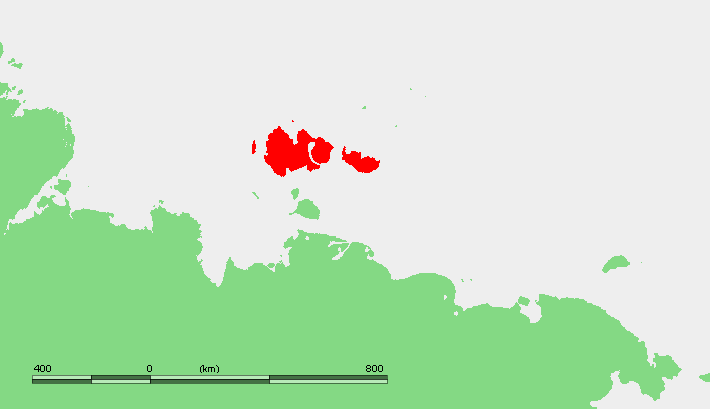
Situació de les illes Anjou, el grup principal de l'arxipèlag de Nova Sibèria.

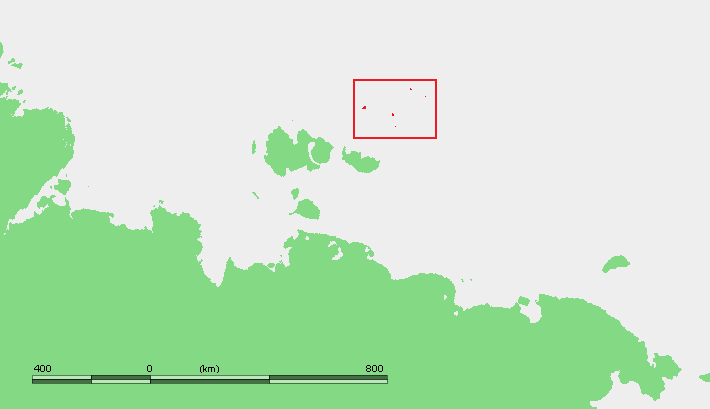
Situació de les illes De Long.

Les illes de Nova Sibèria (rus: Новосиби́рские острова́, Novosibirskiye ostrovà) 
són un arxipèlag rus de l'oceà Àrtic, situat al nord de la costa de la Sibèria oriental entre la mar de Làptev i la mar de la Sibèria oriental. Pertanyen a la República de Sakhà (Iacútia).

## Geografia

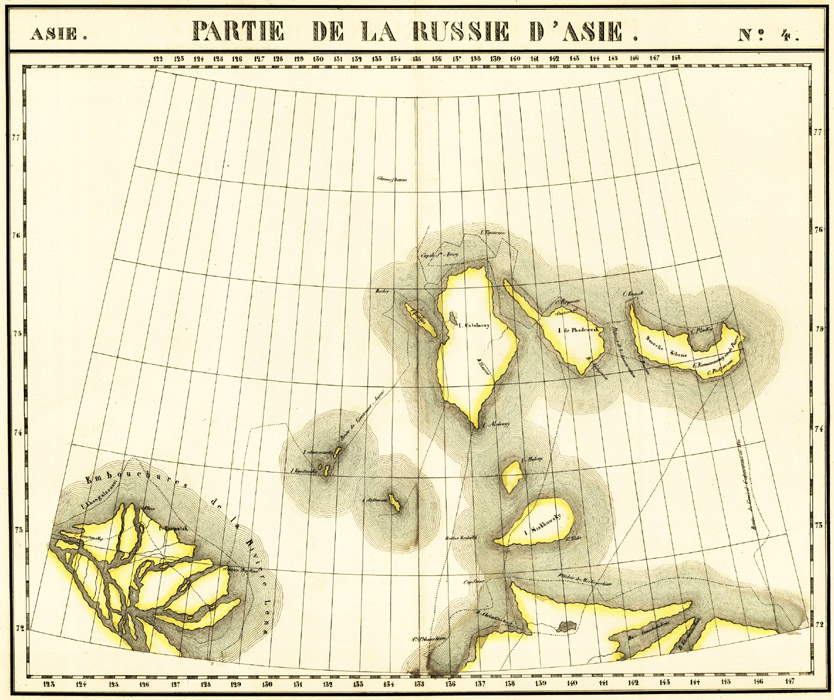
Mapa de les Illes Nova Sibèria (Philippe Vandermaelen "Mapa de la Rússia asiàtica", c. 1820). Bunge Land encara no es va descobrir, de manera que l'illa Faddeyevsky i l'illa Kotelny es van considerar per separat.

Les illes de Nova Sibèria pròpiament dites, o Illes Anjou (oстрова Анжу, ostrovà Anjú), ocupen una superfície de 29.000 km² i comprenen les illes següents: 
- l'illa Kotelni (oстров Коте́льный) - 11.700 km²
- l'illa Faddèievski (oстров Фадде́евский) - 5.300 km² 
  - que estan unides a través de la Terra de Bunge (земля́ Бу́нге, zemlià Bunge) - 6.200 km² (ocasionalment coberta pel mar)
- l'illa de Nova Sibèria (oстров Но́вая Сиби́рь, óstrov Nóvaia Sibir) - 6.200 km², a l'est
- l'illa Belkovski (oстров Бельковский) - 500 km², a l'oest

Al sud i properes al continent, separades de les illes Anjou per l'estret de Sannikov, es troben les illes Liàkhovski (Ляховские острова, Liàkhovskie ostrovà), de 6.100 km²:
- l'illa Gran de les Liàkhovski (oстров Большо́й Ля́ховский, óstrov Bolxoi Liàkhovski) - 4.600 km²
- l'illa Petita de les Liàkhovski (oстров Ма́лый Ля́ховский, óstrov Mali Liàkhovski) - 1.325 km²

i, més a l'oest:
- l'illa Stolbovoi (oстров Столбово́й) - 170 km²
- l'illot Semionovski (oстров Семёновский) - 5 km²

Aquestes illes estan separades del continent per l'estret de Dimitri Làptev.
Les petites illes De Long (oстрова Де-Лонга, ostrovà De-Longa) sovint no són incloses en el conjunt geogràfic de les illes de Nova Sibèria. Amb una superfície de 228 km², es troben al nord-est de les illes Anjou. Són:
- l'illa Jeannette (oстров Жанне́тты, óstrov Jannetti)
- l'illa Henrietta (oстров Генрие́тты, óstrov Guenrietti)
- l'illa Bennett (oстров Бе́ннетта, óstrov Bènnetta)
- l'illa Vilkítskogo (oстров Вильки́цкого)
- l'illa Jókhova (oстров Жо́хова)

La major part de l'arxipèlag és de poca altitud. Està compost de conglomerat, mentre que la part occidental és feta de pedra calcària i pissarra. El seu punt més alt es troba a l'illa Bennett, amb una altitud de 426 m. Formen part de les terres baixes de Sibèria oriental, formant un continu geogràfic amb les planes continentals més al sud.
Les illes de Nova Sibèria van formar uns turons importants dins de la Gran Plana Àrtica que cobria la part nord del Pleistocè superior Beríngia entre Sibèria i Alaska durant l'últim màxim glacial (època Weichselian tardana). Aquestes illes representen les restes d'uns 1,6 milions de quilòmetres quadrats de l'antigament subaèria Gran Planura Àrtica que ara es troba submergida sota parts de l'oceà Àrtic, el Mar de la Sibèria Oriental i el Mar de Làptev. En l'extensió més gran d'aquesta plana, el nivell del mar es trobava entre 100 i 120 m per sota del nivell del mar modern i la línia de costa es trobava entre 700 i 1.000 quilòmetres al nord de la seva posició actual. Aquesta plana no va patir una glaciació extensa durant el Plistocè superior o l'últim màxim glacial perquè es trobava a l'ombra orogràfica de la capa de gel del nord d'Europa. Durant el clima polar fred de l'últim màxim glacial, entre el 17.000 i el 24.000 aC, es van formar petits casquets de gel passius a les illes De Long adjacents. Fragments d'aquests casquets de gel romanen a les illes Jeannette, Henrietta i Bennett. A l'illa de Zhokhov es conserven restes d'antigues glaceres de petit pendent i de circ en forma de dipòsits de gel enterrats. El mar va submergir la Gran Plana Àrtica (excepte la Nova Sibèria i altres illes aïllades) en un període relativament curt de 7.000 anys durant l'Holocè primerenc i mitjà.

## Geologia
Tal com va assenyalar Digby i nombroses publicacions posteriors, aquest arxipèlag consisteix en una barreja de roques sedimentàries i ígnies plegades i fallades d'edats des del Precambrià fins al Pliocè. Les illes Lyakhovsky consisteixen en un conjunt plegat i fallat de roques metamòrfiques precambrianes; gresos i esquists del Paleozoic superior al Triàsic; turbidites del Juràssic al Cretaci inferior; Granits del Cretaci; i ofiolites. Les illes Anzhu consisteixen en un conjunt plegat i altament fallat de calcàries, dolomies, gresos, esquists, estrats volcanoclàstics i roques ígnies de l' Ordovicià i el Devonià; gresos i esquists del Paleozoic superior al Triàsic; turbidites del Juràssic al Cretaci inferior; i gresos i esquists del Cretaci superior al Pliocè. Les illes De Long estan formades per roques sedimentàries i ígnies (principalment basàltiques) del Paleozoic primerenc, del Paleozoic mitjà, del Cretaci i del Neogen. Aquestes roques sedimentàries, metamòrfiques i ígnies estan cobertes per sediments solts del Plistocè i l'Holocè que oscil·len en gruix des d'una fracció d'un metre fins a uns 35 m.
Digby també va assenyalar que alguns primers articles publicats sobre les illes de Nova Sibèria les descriuen incorrectament, sovint juntament amb altres illes àrtiques (per exemple, l'illa de Wrangel), com a compostes gairebé completament d'ossos i ullals de mamut o de gel, sorra, i els ossos de mamuts i altres megafauna extinta. uns quants d'aquests articles van ser escrits per persones (per exemple, D. Gath Whitley) que maig havien visitat les illes de Nova Sibèria i es basaven en anècdotes de comerciants i viatgers i folklore local per a les seves descripcions, i altres articles van ser escrits per exploradors. i caçadors d'ivori sense formació ni en geologia ni en altres ciències. S'ha demostrat que aquestes declaracions són de naturalesa fictícia mitjançant estudis detallats de la geologia de les illes de Nova Sibèria fets per geòlegs professionals, paleontòlegs i altres científics.

### Dipòsits d'ivori
Tal com va assenyalar el baró Eduard V. Toll en el seu relat de les illes de Nova Sibèria, hi ha acumulacions importants i econòmicament significatives d’ivori fòssil. L'ivori, juntament amb els ossos de mamut i altres, es troben en platges recents, zones de drenatge, terrasses fluvials i llits fluvials. Les illes de Nova Sibèria són úniques en l'enterrament i la preservació de l'ivori fòssil en un estat de conservació tan meravellós que els ullals que es troben no es poden distingir del millor i més pur.
Els abundants ossos, fins i tot esquelets, de mamuts, rinoceronts, bous almesquers i altres megafauna juntament amb l'ivori de mamuts que es troben en aquestes illes es conserven pel permagel, en el qual estan encaixats. El permagel es va desenvolupar periòdicament als sediments de loess, solifluxió, estanys i rieres del Pleistocè superior a mesura que s'acumulaven. La datació amb radiocarboni d'ossos, ivori i plantes, la datació per luminescència estimulada òpticament dels sediments que l'envolten i la datació amb urani-tori de torbes associades demostren que es van acumular durant un període d'uns 200.000 anys. Les dates de radiocarboni obtingudes del col·lagen de 87 ullals i ossos de mamut recollits a les illes Kotelni, Kotelni i Nova Sibèria van oscil·lar entre 9470±40 BP a més de 50.000 BP (14 C).

## Clima
Gaudeixen d'un clima àrtic sever. La neu cobreix les illes durant 9 mesos l'any.
- Temperatura mitjana al gener: -28 °C a -31 °C.
- Temperatura mitjana al juliol: a la costa, les aigües gèlides de l'oceà Àrtic mantenen les temperatures relativament baixes, amb màximes entre els +8 °C i els +11 °C i mínimes entre els -3 °C i el +1 °C. A l'interior de les illes, les màximes varien entre els +16 °C i els +19 °C, i les mínimes entre els +3 °C i els +6 °C.

Les precipitacions són superiors als 132 mm anuals.
El permagel hi és molt habitual. La superfície és coberta d'una vegetació de tundra àrtica i de multitud de llacs i estanys.

## Història

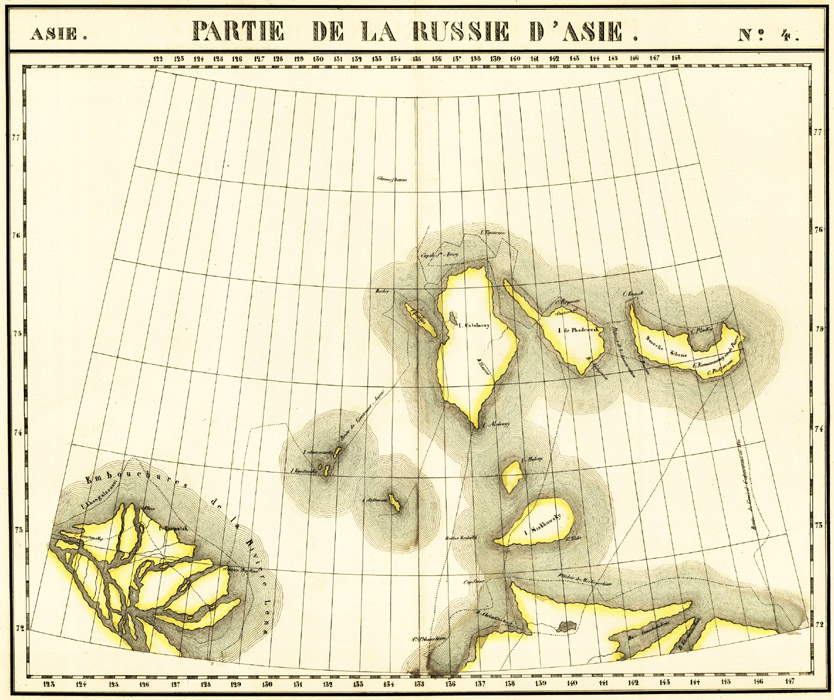
Mapa de les Illes Nova Sibèria (Philippe Vandermaelen "Mapa de la Rússia asiàtica", c. 1820). Bunge Land encara no s'ha descobert, així que l'illa Faddeyevsky i l'illa Kotelny es van considerar per separat.

Les primeres informacions sobre l'existència de les illes de Nova Sibèria són degudes al cosac Iàkov Permiàkov, al començament del segle xviii. El 1712, una unitat cosaca sota el comandament de M. Vagin arriba a l'illa Gran de les Liàkhovski.
Al començament del segle xix, les illes foren explorades, entre d'altres, per Iàkov Sanníkov i Matvei Hedenstrom. Sannikov va informar de l'albirament d'una "nova terra" al nord de Kotelny el 1811. Això es va convertir en el mite de Zemlya Sannikova o Terra de Sannikov. El 1886, l'explorador polar rus i científic Eduard Toll, durant la seva primera visita a les illes de Nova Sibèria, va pensar que havia vist una terra desconeguda al nord de l'illa de Kotelny. Va endevinar que es tractava de l'anomenada Zemlya Sannikova.
Toll va fer una nova visita al grup d'illes a la primavera de 1892, acompanyat d'un cosac i tres nadius. Va viatjar sobre el gel amb trineus tirats per gossos i va arribar a la costa sud de l'illa Great Lyakhovsky. Al llarg de la costa sud d'aquesta illa va trobar ossos ben conservats, ivori, torba, fusta i fins i tot un arbre a l'alta mar que exposen sediments del Pleistocè superior. Aquests sediments estan cimentats pel permagel i s'han acumulat periòdicament durant els darrers 200.000 anys. A les illes s'hi han trobat moltes restes de mamuts ben conservats.
El setembre de 2014, l'Armada russa va restablir una base naval de l'era soviètica a l'illa de Kotelny que havia estat abandonada des de 1993.